# Ольшевская, Злата Александровна
Зла́та Алекса́ндровна Ольше́вская (20 октября 1920, Иваново-Вознесенск — 25 мая 2011, Павловский Посад, Московская область) — русская художница-прикладник, народный художник Российской Федерации (2005), член Союза художников СССР. Мастер изготовления павловопосадского платка. Родоначальник жанра авторского платка ручной росписи. Является автором нескольких «серий» шалевых рисунков: «Времена года», «Русские сказки», «Фантазия цвета» и другие.

## Биография
Злата Александровна родилась в 1920 году. Закончила художественное отделение Ивановского химико-технологического техникума. После его окончания начала работать художником на Ленской фабрике города Павловский Посад. В 1950 году перешла работать на платочную Фабрику им. X годовщины Красной Армии в этом же городе. Почти вся её трудовая деятельность была связана с этим предприятием. За время работы на фабрике она создала более 600 рисунков для художественного оформления платков и шалей.
В 1957 году была организована первая выставка работ художницы. В дальнейшем платки и шали Златы Александровны экспонировались на различных выставках в СССР/России и за рубежом и неоднократно удостаивались положительных отзывов специалистов и посетителей.
С 1975 года являлась членом Союза художников СССР.
С 1999 года работала над созданием уникальной коллекции шалей в технике авторской росписи по шерстяной ткани. Шали из этой коллекции постоянно выставляются во многих залах нашей страны. Кроме того, часть этой коллекции демонстрировалась в японском городе Нагасаки. С 1999 по 2003 год работы Златы Александровны были представлены на фестивале народного искусства (Испания), а также выставлялись в таких странах, как Литва, Нигерия и Вьетнам.
В 2003 году в Орле состоялась персональная выставка художницы. В том же году Злата Ольшевская была занесена в энциклопедию «Лучшие люди России».
Работы, созданные Златой Александровной, находятся в фондах Государственного исторического музея, «РОСИЗО», Сергиево-Посадского государственного историко-художественного музея, Ново-Иерусалимского историко-архитектурного и художественного музея, Всероссийского музея декоративно-прикладного искусства, Музея им. И. Е. Репина в городе Чугуев (Украина), Краеведческого музея г. Павловский Посад, Музее истории русского платка и шали г. Павловский Посад и др.

## Премии, звания и награды
- 1958 год — Золотая медаль Всемирной выставки в Брюсселе.

- 1961 год — награда выставки в Дамаске.

- 1963 год — Бронзовая медаль ВДНХ.

- 1966 год — награда выставки в Лейпциге.

- 1967 год — награда ЭКСПО-67 в Монреале.

- 1978 год — Золотая медаль ВДНХ.

- 1981 год — Государственная премия РСФСР имени И. Е. Репина.

- 1991 год — лауреат Премии советских профсоюзов в области художественного творчества.

- 1998 год — присвоено звание Заслуженного художника Российской Федерации.

- 1999 год — Человек года Павловского Посада.

- 1999 год, 2001 год — диплом победителя Всероссийской программы-конкурса «100 лучших товаров» (в составе авторского коллектива за создание коллекции набивных шалей).

- 2000 год — диплом союза художников России, благодарность министерства культуры Российской Федерации[7].

- 2004 год — почётный гражданин Павлово-Посадского района[8].

- 2005 год — присвоено звание Народного художника Российской Федерации.

- 2008 год — Золотая медаль Союза художников России за успехи в творчестве и содействие развитию павловопосадской мануфактуры[4].